# Chrysochlora insularis
Chrysochlora insularis är en tvåvingeart som beskrevs av Ricardo 1929. Chrysochlora insularis ingår i släktet Chrysochlora och familjen vapenflugor. Inga underarter finns listade i Catalogue of Life.